# Эксперт (фильм)
«Эксперт» (англ. The Expert) — американский кинофильм 1995 года, снятый режиссёрами Уильямом Лустигом и Риком Эвери.

## Сюжет
Главный герой Джон Ломакс, работает инструктором в спецназе полиции. Его жизнь стабильна и спокойна. Но все изменилось, когда его сестру убивает маньяк Мартин Кэган. Единственным наказанием для такого преступления Джон считает смерть. Маньяка ловят и осуждают на казнь. Но Джона это не устраивает, он хочет привести приговор в исполнение лично. И для этого проникает в тюрьму, где готовят к казни убийцу его сестры. Но Кэган тоже не смирился со своей судьбой и жаждет получить последний шанс.